# Crotone (stad)
Crotone is een stad en gemeente in de Italiaanse provincie Crotone (regio Calabrië), in het zuiden van Italië, aan de Ionische Zee. Gesticht omstreeks 710 voor Christus als de Achaeaïsche kolonie Croton (Oudgrieks:Κρότων; Modern Grieks:Κρότωνας; Latijn:Crotona), stond het sinds de middeleeuwen tot 1928 bekend als Cotrone. In dat laatste jaar werd de naam van de stad gewijzigd in Crotone. In 1994 werd het de hoofdstad van de nieuw opgerichte provincie Crotone. De gemeente telde op 31-12-2004 60.517 inwoners. De oppervlakte bedraagt 179,8 km², de bevolkingsdichtheid is 333,7 inwoners per km².
De volgende frazioni maken deel uit van de gemeente: Papanice, Apriglianello, Carpentieri, Cipolla, Farina, Gabella Grande, Iannello, Maiorano, Margherita.

## Geschiedenis
Croton, een in 710 v.Chr. gestichte Aegeïsche kolonie in het toenmalige Magna Graecia, was lang een van de meest bloeiende steden van Magna Graecia. De bewoners waren beroemd om hun fysieke kracht en de eenvoud waarmee zij hun leven leidden. Vanaf 588 v.Chr produceerde de stad vele generaties van de winnaars in de Olympische Spelen en de andere Panhelleense spelen. De beroemdste van deze Olympiërs was Milo van Croton. Volgens Herodotus werden de artsen uit Croton als de besten onder de Grieken beschouwd. Rond 530 v.Chr stichtte Pythagoras zijn school, de pythagoreïsche school in Croton. Onder zijn leerlingen waren de vroege medische theoreticus Alcmaeon van Croton en de filosoof, wiskundige en astronoom Philolaus. De pythagoreeërs verworven aanzienlijke invloed in Raad van Duizend, door welke vergadering de stad werd bestuurd. Tot 510 v.Chr was Sybaris de grootste rivaal van Croton. In dat jaar werd deze stad door een Crotoons leger onder bevel van de Olympische worstelaar Milo veroverd en vernietigd. Kort daarna vond er in Croton een opstand plaats. De pythagoreeërs werden uit de stad verdreven en er werd in de stad een democratie gevestigd.

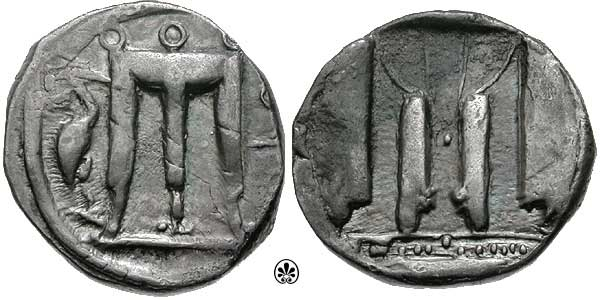
Munten uit Croton, rond 480-460 v.Chr.

In 480 v.Chr stuurde Croton een schip als ondersteuning van de Grieken bij de Slag bij Salamis, maar de overwinning van Locri en Rhegium op Croton in hetzelfde jaar 480 v.Chr. markeerde het begin van de neergang van de stad. Haar plaats als hoofdkwartier van de Italiotische bond werd ingenomen door Heraclea. Dionysius, de tiran van Syracuse, die uit was op de hegemonie in Magna Graecia, veroverde Croton in 379 v.Chr. en hield de stad gedurende twaalf jaar in zijn bezit. Croton werd vervolgens, met uitzondering van de citadel, waarin de belangrijkste inwoners toevlucht hadden genomen, bezet door de Bruttii. De bewoners van de citadel bleken niet in staat deze te verdedigen tegen een Carthaagse strijdmacht. Zij gaven zich over en kregen een vrije aftocht naar Locri.
In 295 v.Chr. kwam Croton in handen van een andere Syracusaanse tiran, Agathocles. Toen Pyrrhus in de jaren (280-278, 275 v.Chr) zijn invasie in Italië uitvoerde, was Croton nog steeds een aanzienlijke stad, maar na de Pyrrhische Oorlog, was de helft van de stad verlaten. De resterende bevolking gaf zich in 277 v.Chr. over aan Rome. In 216 v.Chr. na de Slag bij Cannae, ten tijde van de Tweede Punische Oorlog, kwam Croton in opstand tegen Rome. Drie jaar lang diende de stad als winterkwartier voor de Carthaagse leider Hannibal Barkas. Pas in 205 of 204 v.Chr. viel de stad opnieuw onder Romeins gezag. In 194 v.Chr. werd een Romeinse kolonie gesticht. Gedurende de rest van de Romeinse Republiek en ook het Romeinse Keizerrijk wordt verder weinig meer van Croton vernomen. Wel speelt een belangrijk deel van een overgebleven fragment van de Satyricon van Petronius in Croton.
In 71 v.Chr. werd Spartacus bij Kroton verslagen door Crassus en de uit Hispania teruggekeerde Pompeius. Dit betekent het einde van de in 73 v.Chr. begonnen slavenopstand.
Rond 550 n.Chr. wordt de stad tevergeefs belegerd door Totila, de koning van de Ostrogoten. Kort daarna maakte de stad deel uit van het Byzantijnse Rijk. Zo rond 870 n.Chr. werd de stad veroverd en geplunderd door de Saracenen. Deze brachten de bisschop en alle andere mensen die hun toevlucht hadden gezocht in de kathedraal om het leven. Meer dan honderd jaar later voerde keizer Otto II van het Heilige Roomse Rijk een campagne in het zuiden van Italië om de Saracenen te verdrijven en de macht van de Byzantijnen in Zuid-Italië te breken, maar hij werd nabij Crotone op 13 juli 982 in de slag bij Crotone verslagen door een Kalbidisch leger. Later werd Crotone veroverd door de Normandiërs. Daarna deelde de stad het lot van het Koninkrijk Napels, met inbegrip van de periode van de Spaanse overheersing, waarvan het 16e-eeuws kasteel van keizer Karel V, met uitzicht op het moderne Crotone, getuigt. In 1860 werd het koninkrijk der Beide Siciliën, de opvolger van het koninkrijk Napels, door het koninkrijk Sardinië veroverd, van waaruit in 1861 het koninkrijk Italië ontstond.
Crotones ligging tussen de havens van Tarente en Messina, evenals haar nabijheid tot een bron van hydro-elektriciteit, begunstigde in de periode tussen de twee wereldoorlogen de industriële ontwikkeling. In de jaren 1930 verdubbelde de bevolking. Helaas stortten de twee belangrijkste werkgevers, Pertusola Sud en Montedison, in de jaren zeventig/tachtig van de twintigste eeuw in. Tegen het eind van de jaren 1980 bevond Crotone zich in economische crisis. Veel inwoners verloren hun baan en verlieten de stad om elders werk te zoeken. In 1996 was een overstroming een nieuwe klap. Sinds dat dieptepunt heeft de stad enige stadsvernieuwing ondergaan en is de stad gestegen op enige levenskwaliteit ranglijsten.

## Sport
FC Crotone is de professionele voetbalclub van de stad en speelt in het Stadio Ezio Scida. In 2016 promoveerde de club verrassend voor het eerst naar het hoogste Italiaanse niveau, de Serie A.

## Geografie
De gemeente ligt op ongeveer 8 m boven zeeniveau.
Crotone grenst aan de volgende gemeenten: Cutro, Isola di Capo Rizzuto, Rocca di Neto, Scandale, Strongoli.

## Demografie
Crotone telt ongeveer 21258 huishoudens. Het aantal inwoners steeg in de periode 1991-2001 met 1,7% volgens cijfers uit de tienjaarlijkse volkstellingen van ISTAT.
| Jaar | Inwoneraantal |
| ---- | ------------- |
| 1991 | 59.001        |
| 2001 | 60.010        |